# Гарганско-пељешка острва
Гарганско-пељешка острва су низ острва Палагружкој подморској греди на дубини од 130 m, која дели северну плићу, завалу (243 m) од јужне, веће и дубље (1330 m) завале Јадранског мора.
Италијанској обали најближа острва су Тремити, у средњем делу је Палагружа, а пред хрватском су обалом Ластовска острва и Корчула.
Гарганско-пељешка острва и полуострва Гаргано и Пељешац, која се налазе на супротним странама Јадранског мора, састоје се као и Динарске планине, претежно од мезозојских кречњака. Острва су сродна са тим планинама и по смеру пружања од северозапада ка југоистоку. Вероватно су подморска греда и острва остаци копнене масе која је постојала пре настајања јадранске завале. Због свог положаја и околних плићака, Гарганско-пељешка острва су веома важна за рибарство.